# Roger Misès
Roger Misès (13 d'abril de 1924 - 23 de juliol de 2012) va ser un psicoanalista i professor de psiquiatria infantil francès, membre de la resistència francesa durant la Segona Guerra Mundial.

## Biografia
Va començar la seva carrera en els serveis del professor Georges Heuyer, junt amb Serge Lebovici, Rene Diatkine i Michel Soulé. Psicoanalista i membre de la Societat Psicoanalítica de París, és el promotor d'una psicopatologia de la diversitat, enfront de l'enfocament etiològic «de triar».
El 1957 va ser nomenat metge, cap de departament de la Fundació Vallée, i després es va fer càrrec de la direcció.
Va desenvolupar una «nova clínica psiquiàtrica» basada en treball en equip multidisciplinari amb educadors, psicòlegs, pedagogs, al costat de psiquiatres i infermeres psiquiàtriques basant-se en totes les contribucions teòriques de la psicoanàlisi, però també en altres corrents. Va escriure la circular del 14 de març de 1972 i una altra el 1992, que, per primera vegada, va crear la psiquiatria del sector infantil-juvenil a petició del Ministeri. Es van crear 321 equips de cuidadors que abastaven tot el territori francès.
És conegut per escriure la classificació francesa de malalties mentals en nens i adolescents (CFTMEA).
Es va rebel·lar contra les directrius de l'any 2012 de l'Haute Autorité de santé (Alta Autoritat de sanita,HAS) sobre l'autisme.

## Distincions
- Creu del Combatent voluntari sota la Resistència.[8]
- Oficial de la Legió d'Honor.[8]

## Obres
- La Cure en institution, EME Éditions Sociales Françaises (ESF), Col. La vie de l'enfant, 1993, ISBN 2710102811.
- Les pathologies limites de l'enfance, PUF, Col. Le fil rouge, 1979, ISBN 978-2-13-043280-7.

## Reconeixements
- Un centre de psiquiatria infantil a Angers porta el seu nom.[9]
- Una unitat (hospital de dia) porta el seu nom dins de la Fundació Vallée (Centre Roger Misès).